# Sabujo de Hygen
A sabujo de Hygen[Nota] (em sueco:  hygenhund) é uma raça que leva o nome de seu primeiro criador. Usado para caça e não para companhia, é o resultado do cruzamento entre cães locais e aqueles levados da fronteira entre Alemanha e Dinamarca. Apesar de seu adestramento não ser considerado difícil, é um animal preferido para guarda, têm relacionamento restrito com outros cães e necessita constantemente de atividades físicas. Entre outras restrições, é um cão considerado inadequado para viver em cidade, ainda que tenha pelagem fina e precise de proteção para o frio. Seu tórax fundo é uma marca dos sabujos.